# Колкапірва

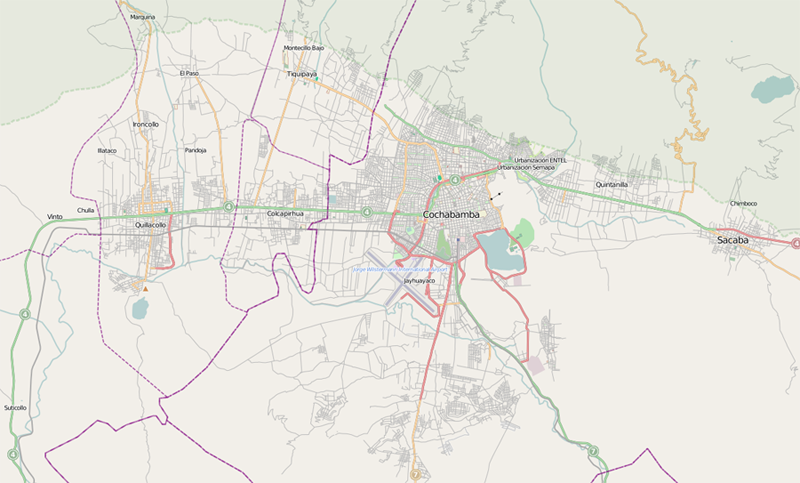
Карта з розташуванням Колкапірви

Колкапірва (кечуа Qullqapirwa — місце, де зберігаються речі) — місто в департаменті Кочабамба в центральній Болівії. Адміністративний центр муніципалітету Колкапірва, п'ятої муніципальної одиниці провінції Кільякольйо.

## Географія

### Розташування
Колкапірва розташоване у провінції Кільякольйо департаменту Кочабамба. Межує на сході з провінцією Серкадо, на заході з містом Кільякольйо та на півночі з муніципалітетом Тікіпая.

## Історія

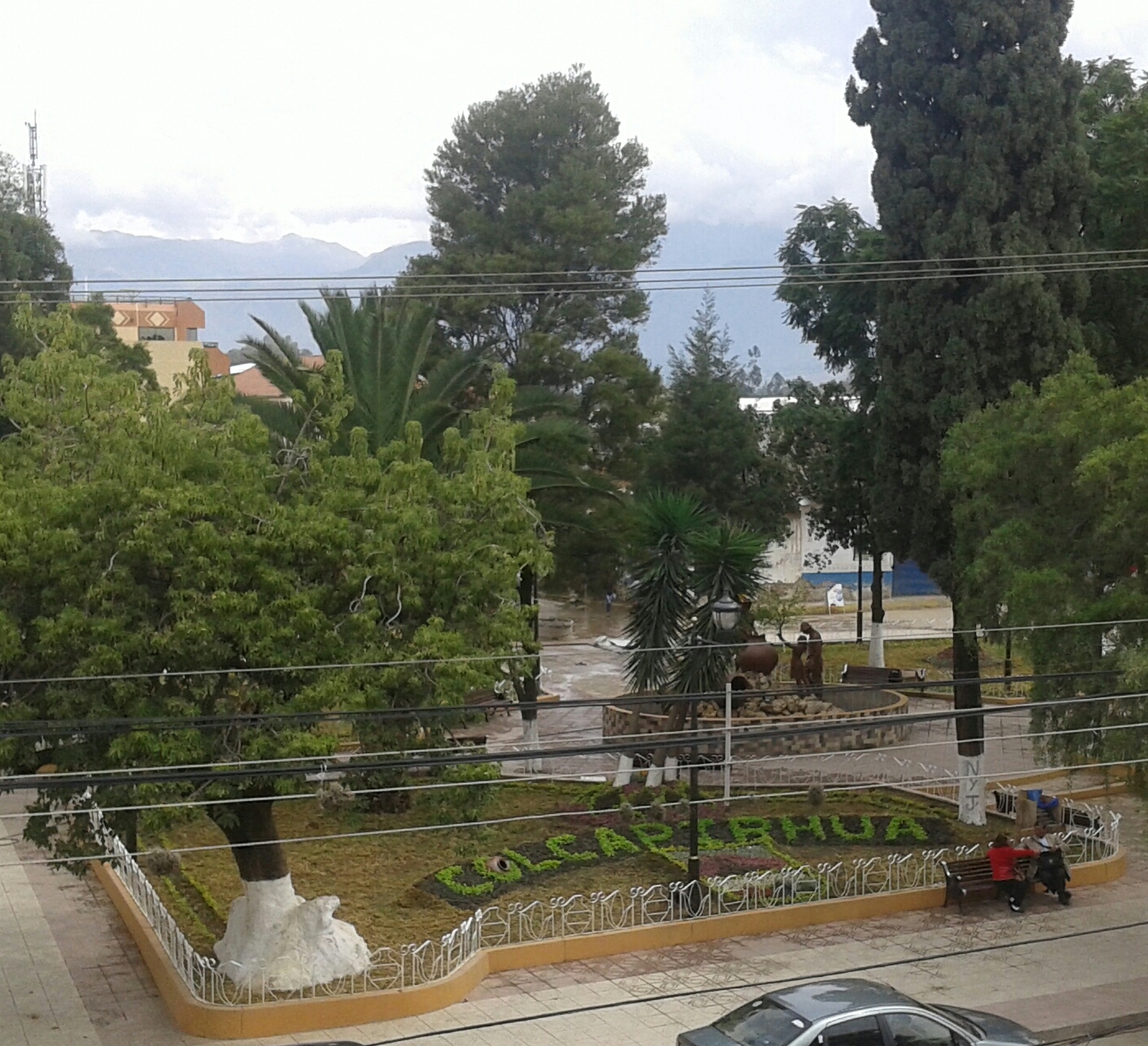
Площа 15 квітня в Колкапірві

Колкапірва засновано як муніципалітет 15 квітня 1985 року. Це був підсумок 27-річного процесу, якому рішуче протистояв сусідній муніципалітет Кільякольйо. Він розпочався 25 серпня 1958 року та завершився прийняттям закону 579 від 15 квітня 1985 року за часів президентства Ернана Сілеса Суасо. Стандарт ратифікував законом від 18 березня 1987 року уряд Віктора Паса Естенсоро. Муніципалітет створено не в територіальних межах, запропонованими спочатку.
Це наймолодший муніципалітет у провінції Кільякольйо, створений через недбалість та байдужість муніципальної влади Кільякольо, яка не дбала про потреби мешканців цього регіону. У давнину місцеві жителі виробляли глечики, горщики та вази з глини, тому його мешканців, фахівців з гончарства, мовою кечуа називають «Mank'a llutas» (виробники горщиків).
Назва Колкапірва (Colcapirhua) походить від кечуанських слів Qolque (гроші) та pirwua (силос, сховище сільськогосподарських продуктів, побудоване з очерету і багна).
Мер — Маріо Северіх Бустаманте (Mario Severich Bustamante).

## Туризм і культура
У Колкапірві проводяться ярмарки місцевих продуктів харчування, на яких демонструється сільськогосподарська продукція регіону. Ярмарок Jak'a Lawa (місцевий суп) та кукурудзи визнано місцевою кулінарною спадщиною. Він проводиться кожного другого тижня лютого на площі 15 квітня. У жовтні проводиться ярмарок ремесел та рослин, який демонструє місцеву рослинну та ремісничу продукцію. Ярмарок мініатюрних страв, який проводиться у квітні, демонструє традиційні страви, виготовлені в мініатюрі.